# جورج غراهام (سياسي أمريكي)
جورج غراهام (بالإنجليزية: George Graham)‏ هو سياسي أمريكي، ولد في 1772 في الولايات المتحدة، وتوفي في 9 أغسطس 1830 في نفس البلد.